# Chapelle Saint-Éloi (Paris)
Pour les articles homonymes, voir Chapelle Saint-Éloi.
La chapelle Saint-Éloi de Paris, dite « chapelle des orfèvres », est un lieu de culte catholique fondé au début du XVe siècle, reconstruit au milieu du XVIe siècle et détruit à la fin du XVIIIe siècle. Des vestiges de sa façade sont visibles au no 8 de la rue des Orfèvres. Elle faisait partie de la paroisse de Saint-Germain-l'Auxerrois.

## Historique

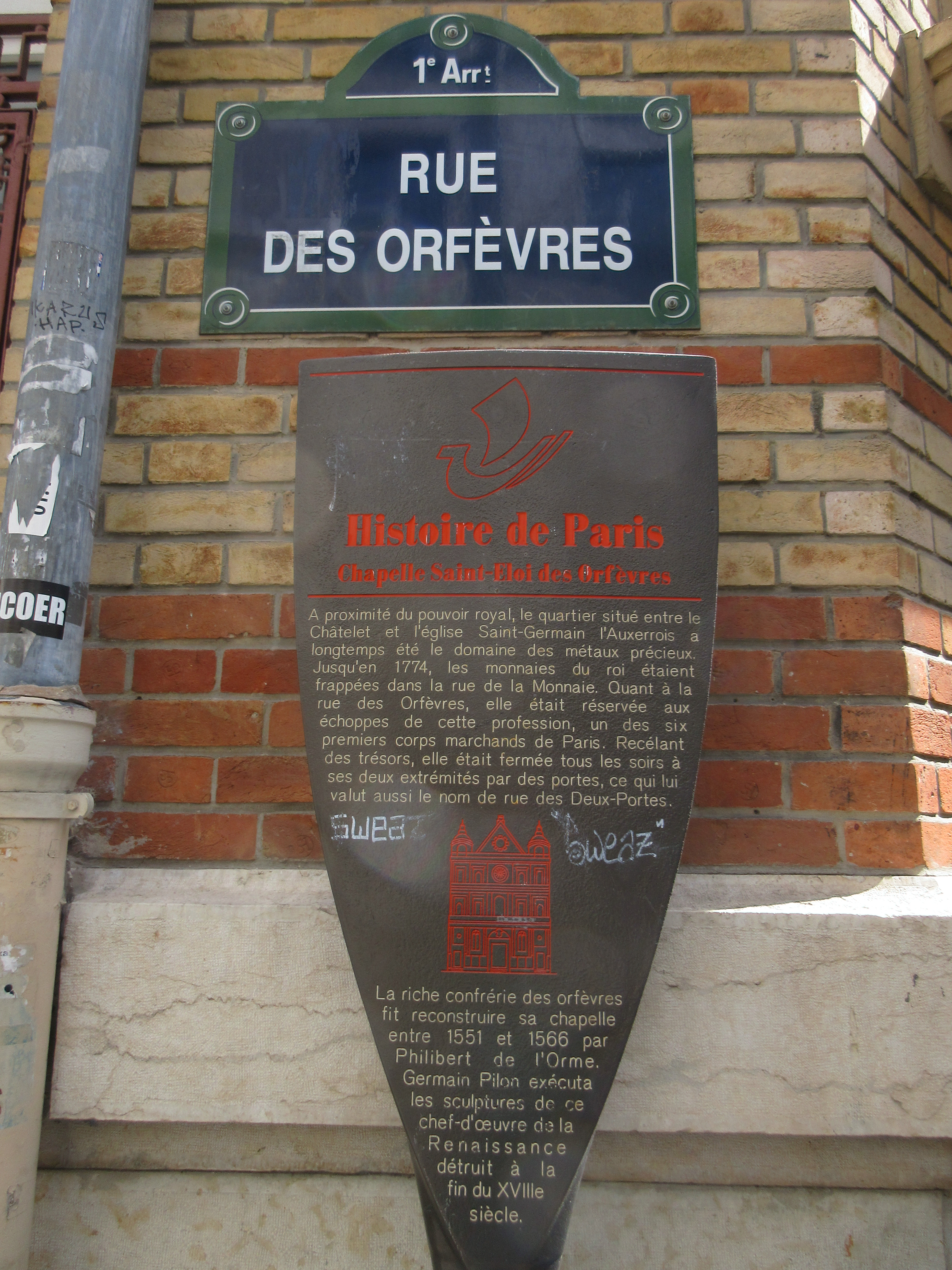
Panneau Histoire de Paris
« Chapelle Saint-Éloi des Orfèvres »

### La première chapelle
En 1355, un édit du roi Jean II permet à la confrérie Saint-Éloi, corporation des orfèvres parisiens, de faire célébrer le service divin et de faire chanter plusieurs messes par an. Afin d'exercer ce droit, une première chapelle est installée un demi-siècle plus tard dans l'enceinte de l'ancien « hôtel des Trois-Degrés », rue des Deux-Portes (actuelle rue des Orfèvres), acquis en décembre 1399 auprès du maître-orfèvre Roger de la Poterne pour y établir une « maison commune » contenant notamment un hôpital accueillant les pauvres de la corporation. Bénie le jeudi 15 novembre 1403, la chapelle de l'hôpital est dédiée à saint Éloi, patron des orfèvres, après confirmation de ses privilèges (concurrents de ceux de l'église Saint-Germain-l'Auxerrois) par un décret apostolique du 13 avril 1406.

### La seconde chapelle
Initialement édifiés en bois, les bâtiments de la corporation doivent être reconstruits une première fois au milieu du XVIe siècle, les chambres des pauvres étant quant à elles déplacées vers des maisons nouvellement acquises. Les plans de la nouvelle chapelle auraient été commandés à Philibert Delorme. Cette attribution ancienne n'est cependant pas documentée et les seuls maîtres d’œuvre mentionnés par le marché signé le 31 décembre 1550 sont les architectes ou maîtres-maçons François de la Flasche et Jean Marchand, auteurs du devis. Un projet d'élévation de la façade, conservé aux Archives nationales, très différent de la réalisation, est daté de 1550 mais non signé.

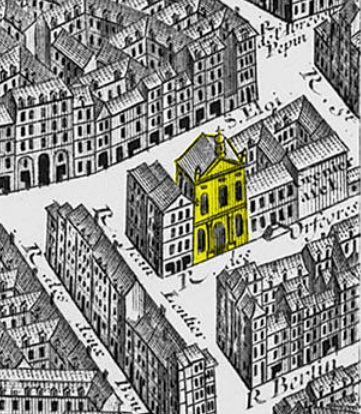
La chapelle au XVIII (détail du plan de Turgot).

Achevée en 1566, la nouvelle chapelle est ornée de sculptures de Germain Pilon et de vitraux réalisés par Jacques Aubry d'après des cartons de Jean Cousin l'Ancien. Confiés aux meilleurs artistes, ces travaux très coûteux avaient obligé les gardes de la corporation à emprunter 450 livres auprès de Denise Maraitz, veuve de l'orfèvre Mathieu Marcel et mère de l'orfèvre Claude Marcel (futur intendant des finances sous Henri III et prévôt des marchands de Paris), en 1553.
Épargnée par la seconde reconstruction, après 1740, des bâtiments de la « maison commune du corps », la chapelle est supprimée à la Révolution, après l'abolition des corporations, dont les bâtiments sont saisis et mis en vente comme biens nationaux. Fermée le 15 avril 1791, la chapelle est ainsi vendue le 11 brumaire an VI (1er novembre 1797).

### La déchéance
Désormais affectée à des fonctions profanes (on envisage tout d'abord d'y installer un dépôt de marée), elle sera transformée et dénaturée à plusieurs reprises, accueillant notamment une institution scolaire dans la seconde moitié du XIXe siècle. Elle a ainsi rapidement perdu son riche décor, dont Bonvoisin, David Le Roy et Lannoy, membres de la Commission temporaire des arts, et Alexandre Lenoir, conservateur du Musée des monuments français, n'ont réussi à sauver que quelques colonnes et plaques de marbre noir ainsi que deux tableaux en 1794. Déposé à l'ex-hôtel d'Aiguillon (rue de l'Université) en 1795, l'orgue de la chapelle a été transféré dans une autre église au début du XIXe siècle. La porte d'entrée, très mutilée mais encore en place en 1825, a été supprimée par la suite au profit d'un accès par la rue Jean-Lantier via l'immeuble mitoyen édifié au XVIIIe siècle.
La façade et la toiture sur rue, ainsi que les éléments subsistants de la chapelle sont inscrits à l'inventaire supplémentaire des monuments historiques en 1974 (une partie de la façade et quelques fragments, dont un départ de voûte et un mascaron, visibles depuis une cour intérieure). Entre 2009 et 2013, des travaux de réhabilitation menés par les architectes Jard et Brychcy ont amélioré la lisibilité de ces vestiges.

## Description

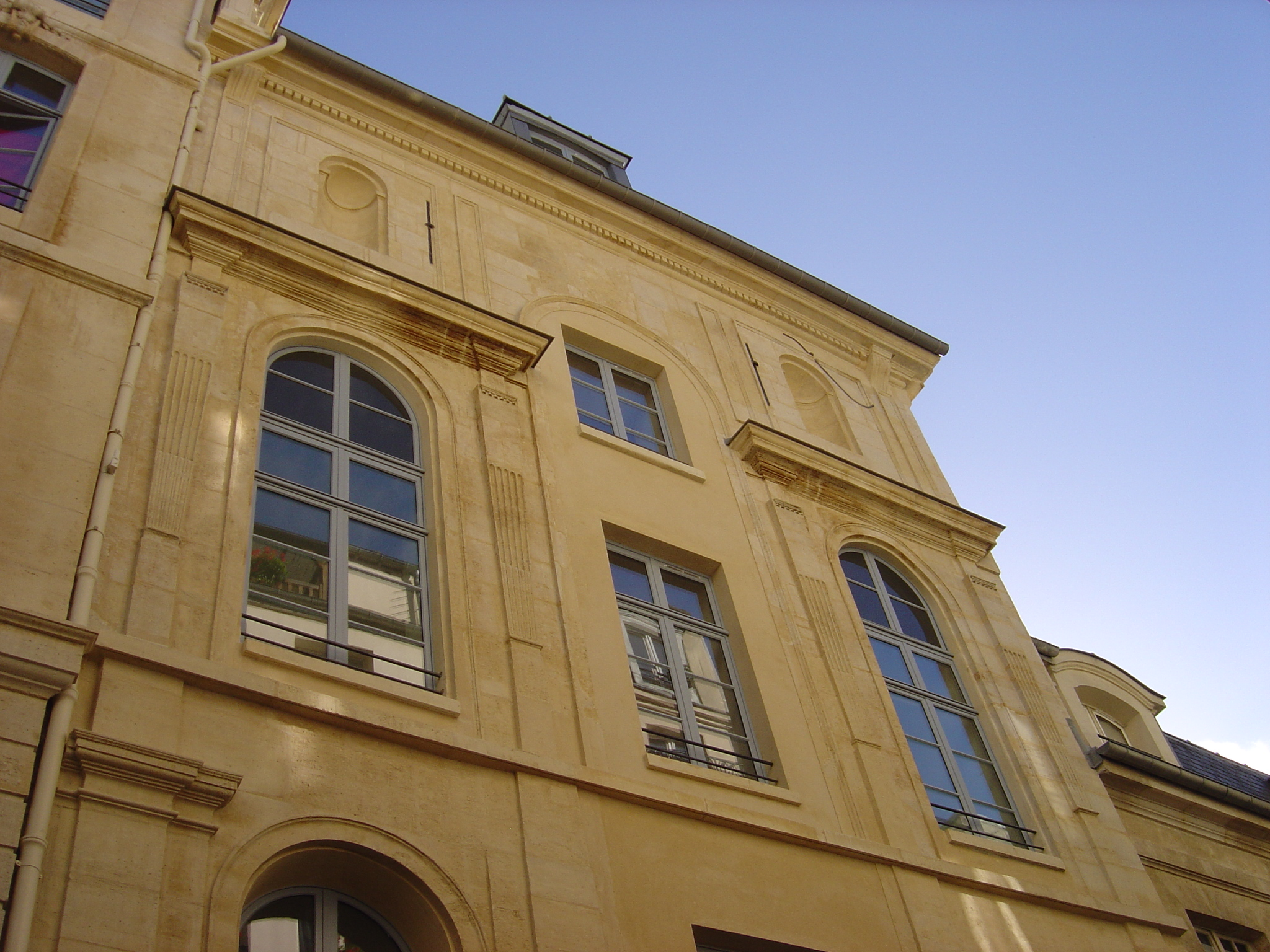
Vestiges de la façade, au no 8 de la rue des Orfèvres.

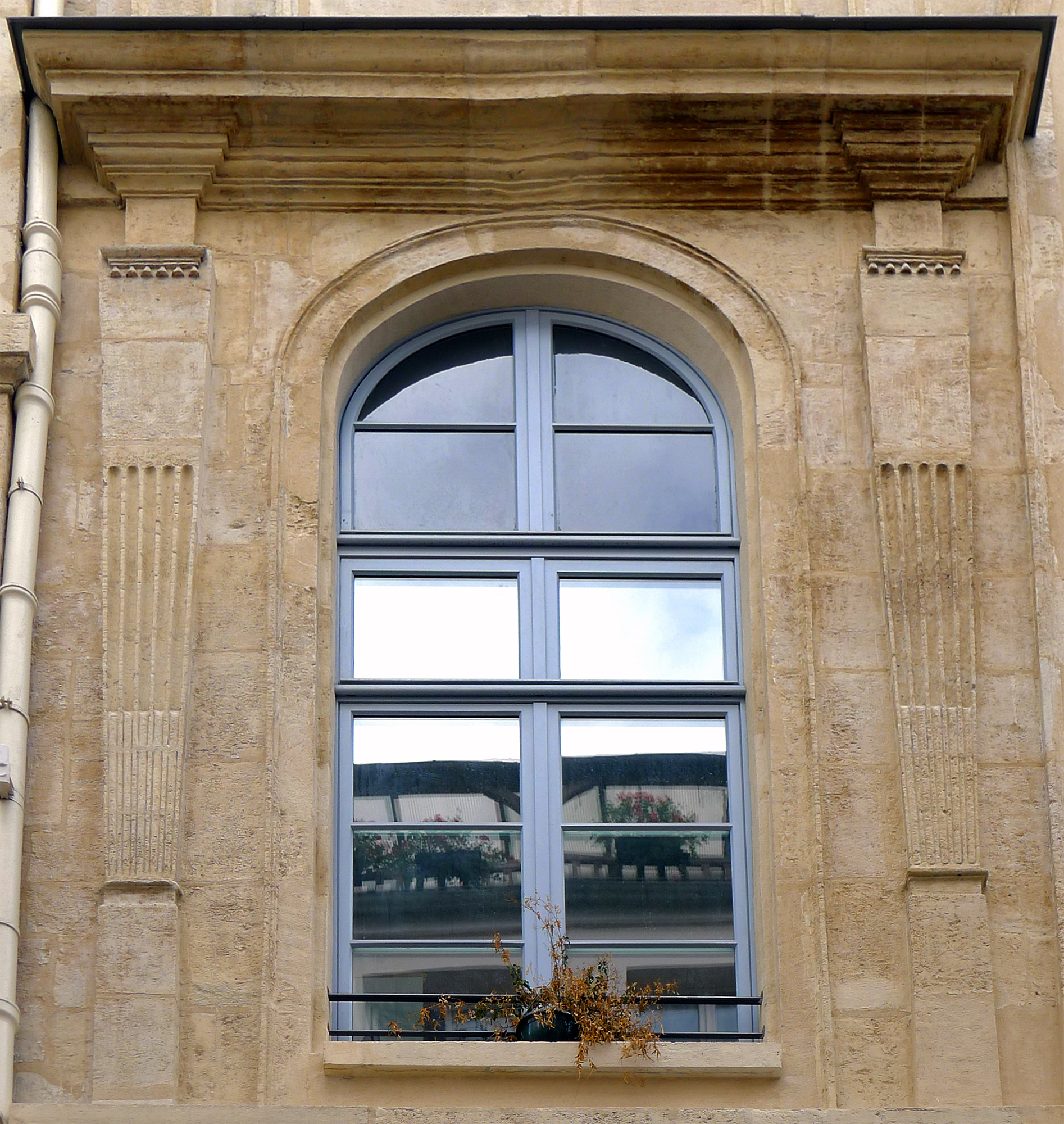
Vestiges de la façade, au no 8 de la rue des Orfèvres (détail d'une fenêtre).

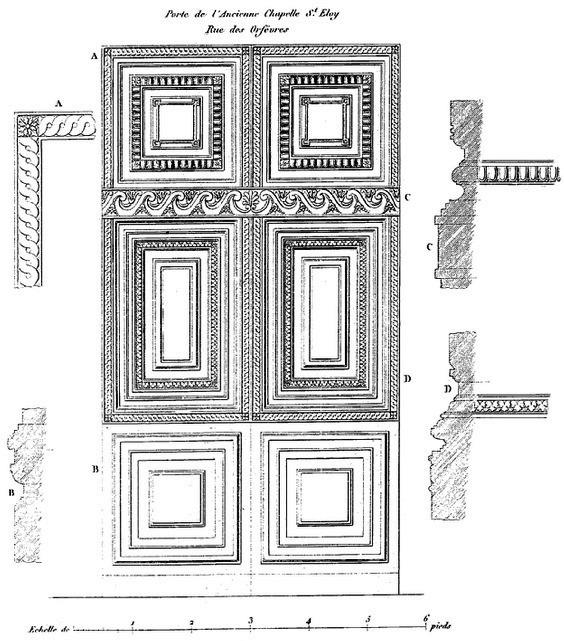
Relevé et profils (1825) de l'ancienne porte d'entrée.

Orientée selon l'usage, la chapelle avait son chevet dirigé vers la rue des Lavandières-Sainte-Opportune. Le portail occidental donnait donc sur la rue des Orfèvres, où plusieurs vestiges (pilastres toscans, niches cintrées, corniches) de cette façade principale sont encore visibles. Initialement surmontée d'un fronton triangulaire qui lui donnait une hauteur d'environ 50 pieds (soit 16 m), cette façade affiche un style antiquisant et italianisant agrémenté de détails maniéristes (pilastres en gaine du second niveau) typique de la Seconde Renaissance française. Elle s'inspire peut-être d'un projet publié par Serlio en 1547.
À l'intérieur, la nef était couverte d'une voûte en berceau, décorée de caissons octogonaux contenant des rosaces, avec des arcs-doubleaux ornés de guillochis, l'abside du chœur, en cul-de-four, étant quant à elle couverte d'une voûte nervurée de liernes. Une coupole, prévue dans les plans et devis de 1550 afin de donner plus de jour au vaisseau, n'a jamais été exécutée.
Commandés au maître-verrier Jacques Aubry en 1557-1558, les vitraux réalisés d'après les cartons de Cousin représentaient des scènes du Nouveau Testament surmontant des épisodes de l'Ancien Testament :
- la Crucifixion et le sacrifice d'Abraham (grande baie du chœur située derrière le maître-autel) ;
- la Résurrection et l'histoire de Jonas ;
- l'Ascension et les histoires des prophètes Élie et Élisée (baies situées de part et d'autre du chœur) ;
- l'Arbre de Jessé (pour l'une des deux baies du portail occidental)[7].

Commandé en 1560 à Germain Pilon, le maître-autel, en pierre de Senlis, était orné de petites plaques de marbre de Gênes et de sept statues en pierre de Tonnerre représentant la Trinité, saint Éloi et les Évangélistes. La chapelle contenait également un bénitier en pierre de Tonnerre.
Érigée au milieu de la chapelle et commandée au menuisier Nicolas Durant en 1565, une clôture basse et ajourée en bois de chêne de Montargis était ornée en son centre d'un tabernacle, de plusieurs statues et d'une croix en bois de Brésil. Situés de part et d'autre de cette partie centrale et de chaque côté de la clôture, près des portes, quatre autels encadrés par des colonnes corinthiennes étaient surmontés des statues des Douze Apôtres (trois par autel), également réalisées par Pilon. Le célèbre sculpteur serait aussi l'auteur des statues de Moïse et d'Aaron autrefois visibles dans la chapelle.
Signe de la protection accordée par les monarques à la confrérie saint-Éloi, les armes royales étaient sculptées sur la clôture de la nef ainsi que sur la voûte et le portail de la chapelle, où elles alternaient avec celles de la corporation.
Des tableaux étaient accrochés dans la chapelle ou dans sa sacristie, notamment des copies d’œuvres de Jacopo Bassano (une Résurrection) et de Carlo Maratta (une Sainte Famille).